# Kostel svaté Anny (Havířov)
Kostel svaté Anny je hlavním kostelem v Havířově. Byl postaven jako filiální v pozdně empírovém stylu v letech 1841 až 1845 pro tehdejší obec Šumbark na místě staršího dřevěného kostela sv. Kateřiny a sv. Petra a Pavla, jenž byl poprvé připomínán v roce 1527 a který v roce 1823 do základů vyhořel. Protože po vzniku Havířova již kapacita zdejších kostelů (farního kostela svaté Markéty v Bludovicích a filiálního kostela svaté Anny) nedostačovala potřebám věřících, byla v letech 1968–1969 zvažována výstavba nového kostela v Havířově. Zejména z finančních důvodů však bylo nakonec rozhodnuto o rozšíření stávající stavby o nově vybudovanou přístavbu, která byla provedena v letech 1970 až 1971. Od roku 1964 je kostel chráněn jako kulturní památka.
V roce 2013 proběhla přestavba přístavby ze sedmdesátých let dvacátého století spočívající mj. ve vybudování nových sociálních zařízení, nové kanceláře, nového topení, zateplení a nové elektroinstalace.
Kostel se pravidelně účastní projektu Noc kostelů.

## Interiér
Kostel se skládá z hlavní lodi, nad kterou je ještě kruchta a dole zpovědnice, dvou bočních kaplí a kněžiště. Byl zde přestavěný presbytář. Z původního zařízení se dochovaly pouze 3 obrazy a obrazy křížové cesty a také původní okna. Hlavní dominantou interiéru je kamenná mozaika s velkým dřevěným křížem a mosazným nápisem „JÁ JSEM CESTA, PRAVDA A ŽIVOT“. Jako kámen byl použit mramor. Oltář je vyroben ze tří materiálů: mramoru, dřeva a mosazi, ambon je ze dřeva, křtitelnice z mramoru. V hlavní lodi jsou na zdech po obou stranách umístěny obrazy, které znázorňují křížovou cestu. V bočních kaplích jsou vitrážová okna. Ve věži jsou zavěšeny dva zvony, které mají jména Anna a Vojtěch. Na viditelných místech jsou umístěny také digitální číselníky.

## Varhany
Varhany byly instalovány v roce 1985 krnovskou firmou Rieger-Kloss. Hrací stůl nástroje je umístěn bokem ke kůru. Varhany mají elektromagnety a elektrickou trakturu. K dispozici jsou i kolektivy: Forte, Pleno a Tutti, rejstříkové crescendo, žaluzie II. manuálu a volné kombinace A a B. Zajímavosti nástroje je rejstřík s názvem tercsepta.

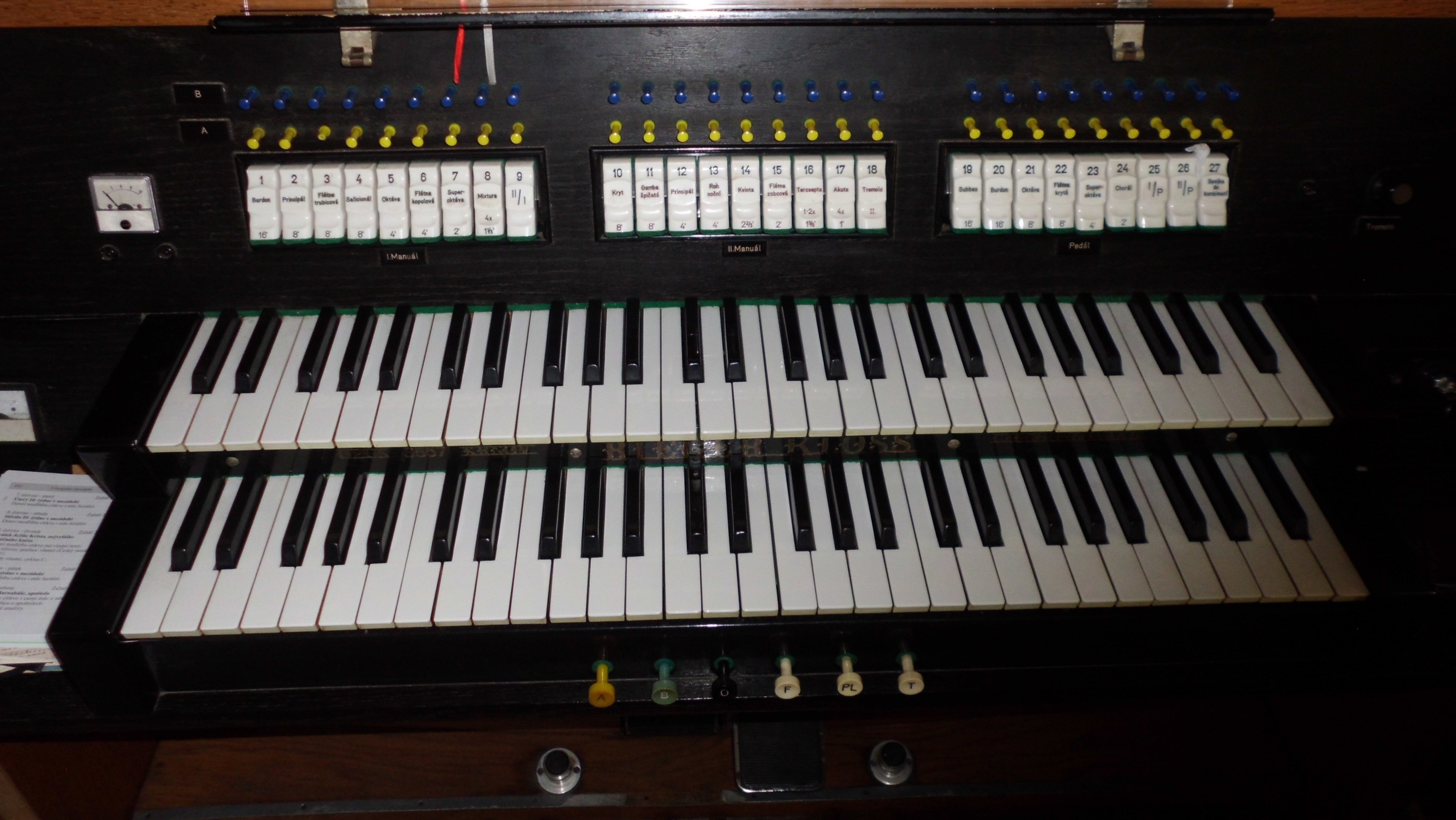
Hrací stůl
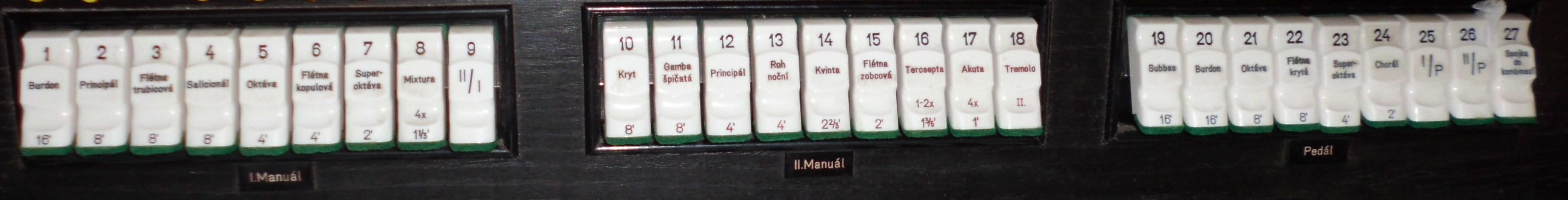
Rejstříky

| I. Manuál |                  |        |
| 1.        | Burdon           | 16′    |
| 2.        | Principál        | 8′     |
| 3.        | Flétna trubicová | 8′     |
| 4.        | Salicionál       | 8′     |
| 5.        | Oktáva           | 4′     |
| 6.        | Flétna kopulová  | 4′     |
| 7.        | Super-oktáva     | 2′     |
| 8.        | Mixtura          | 4x1/3′ |
| 9.        | II/I             |        |

| II. Manuál |                |           |
| 10.        | Kryt           | 8′        |
| 11.        | Gamba špičatá  | 8′        |
| 12.        | Principál      | 4′        |
| 13.        | Roh noční      | 4′        |
| 14.        | Kvinta         | 2/3′      |
| 15.        | Flétna zobcová | 2′        |
| 16.        | Tercsepta      | 1–2x13/5′ |
| 17.        | Akuta          | 1′ 4x     |
| 18.        | Tremrolo       | II        |

| Pedál |                     |     |
| 19.   | Subbas              | 16′ |
| 20.   | Burdon              | 16′ |
| 21.   | Oktáva              | 8′  |
| 22.   | Flétna krytá        | 8′  |
| 23.   | Super-oktáva        | 4′  |
| 24.   | Chorál              | 2′  |
| 25.   | I/P                 |     |
| 26.   | II/P                |     |
| 27.   | Spojka do kombinace |     |

- Hrací stůl
- Rejstříky
- Hra na varhany

## Fotogalerie

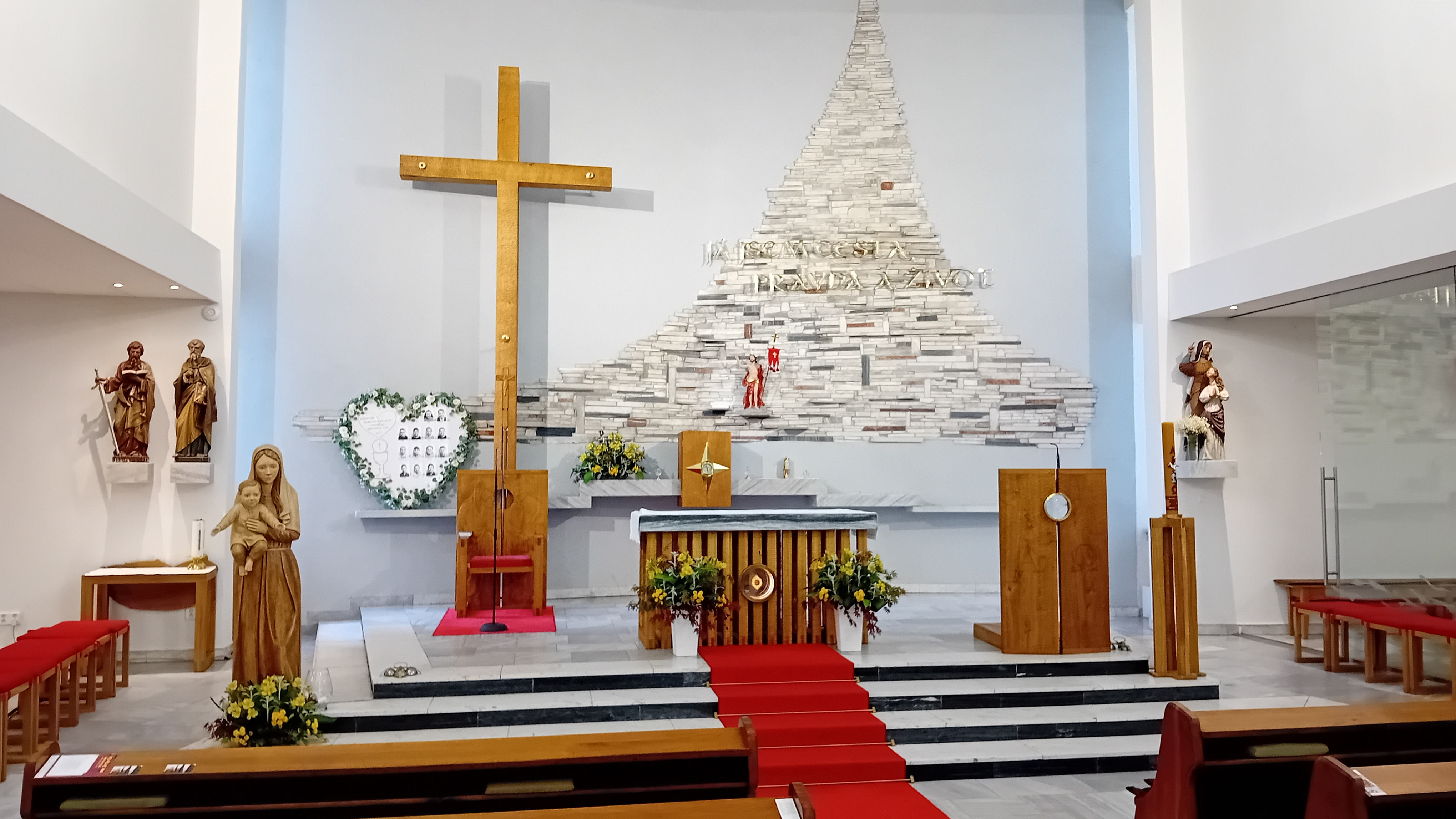
Oltář
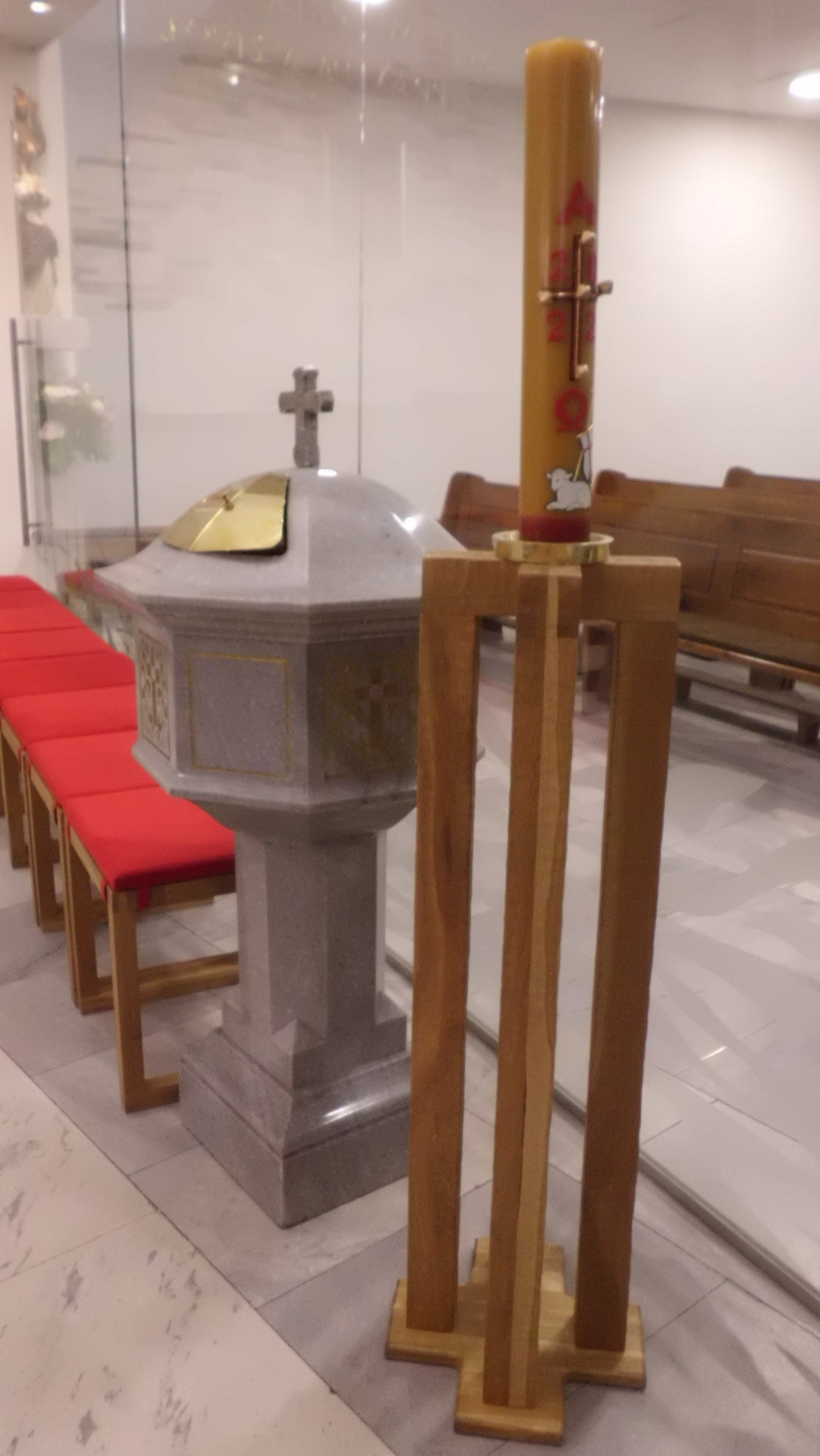
Křtitelnice a paškál
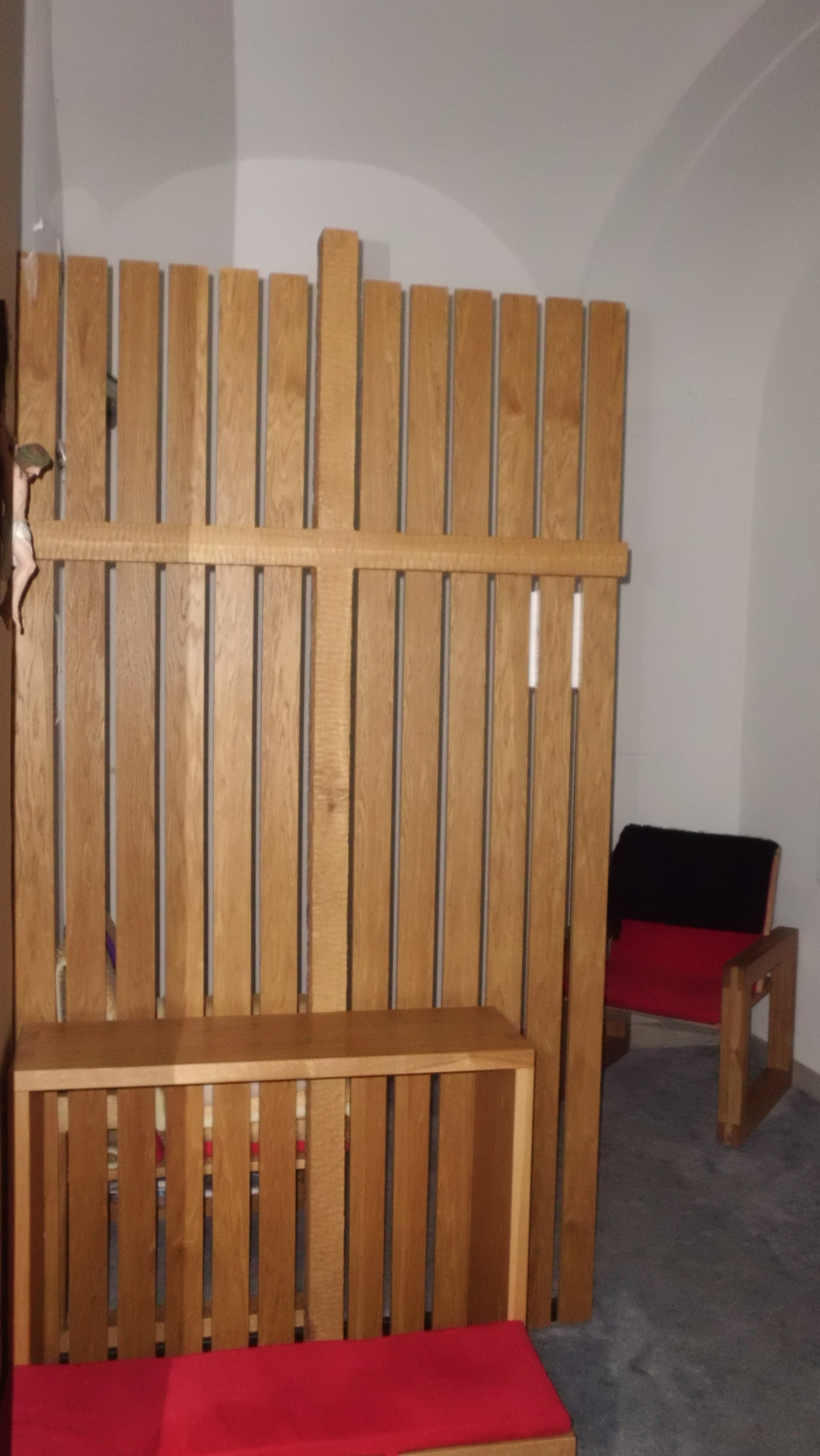
Zpovědnice
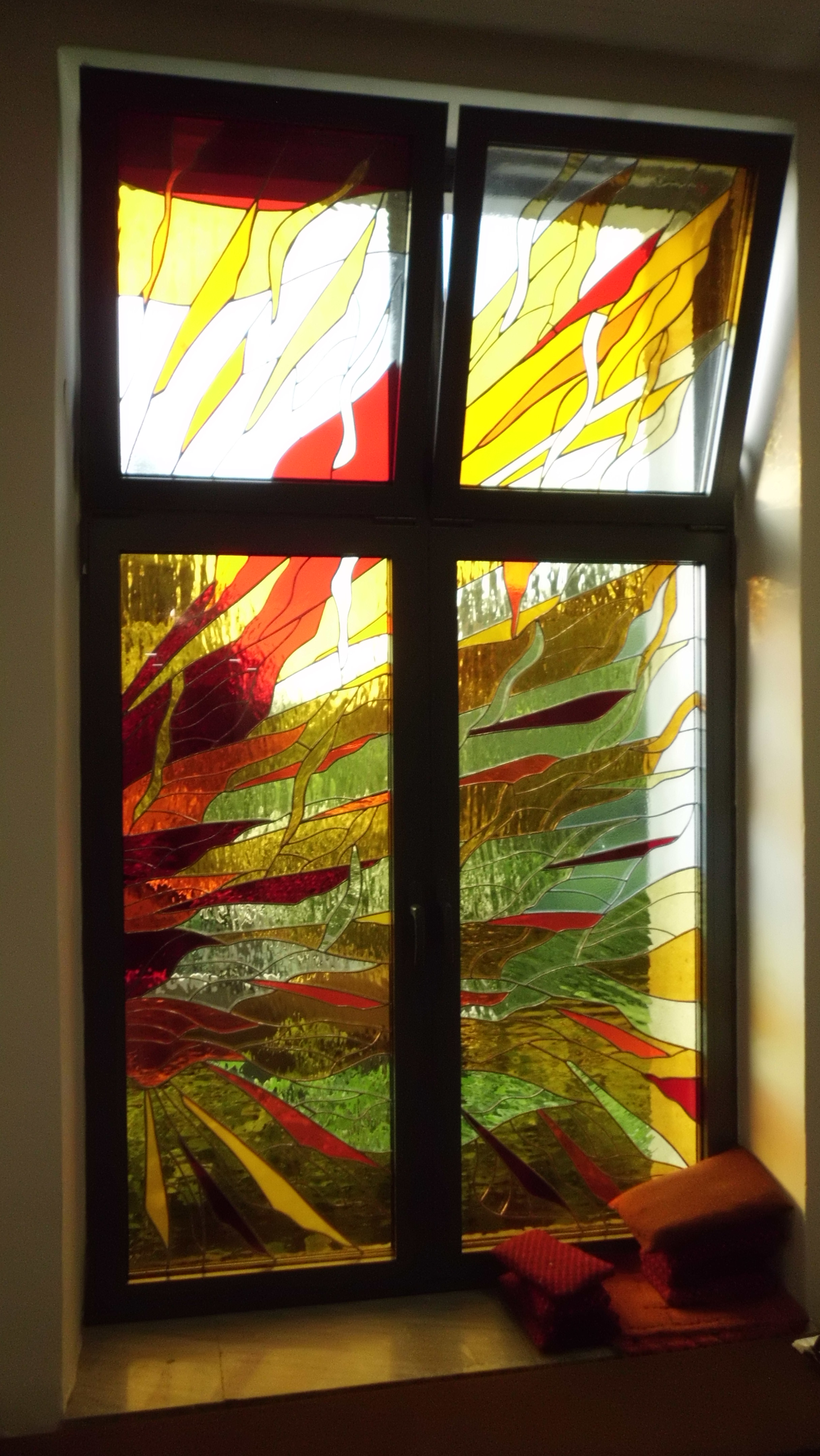
Vitrážové okno
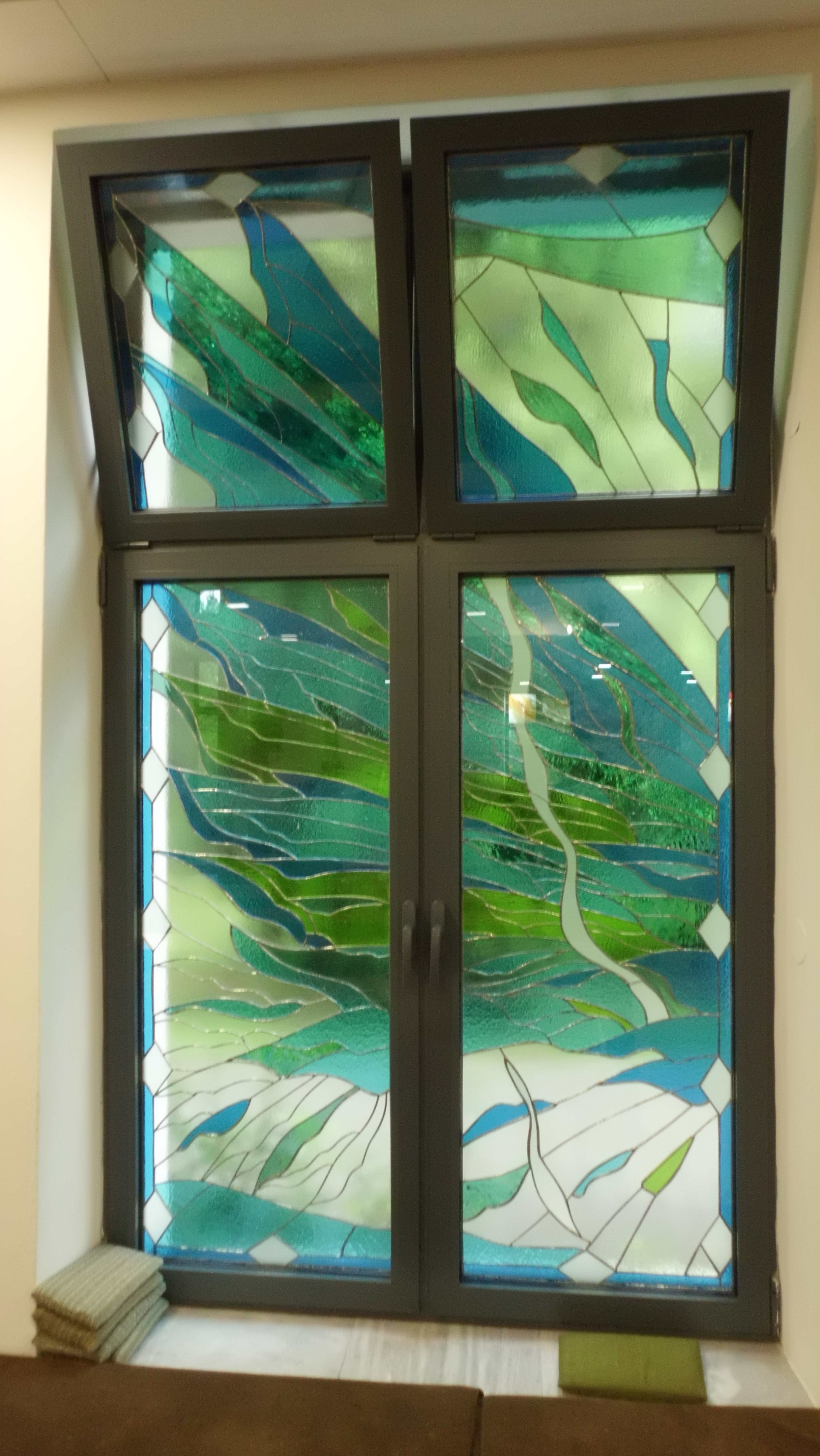
Vitrážové okno
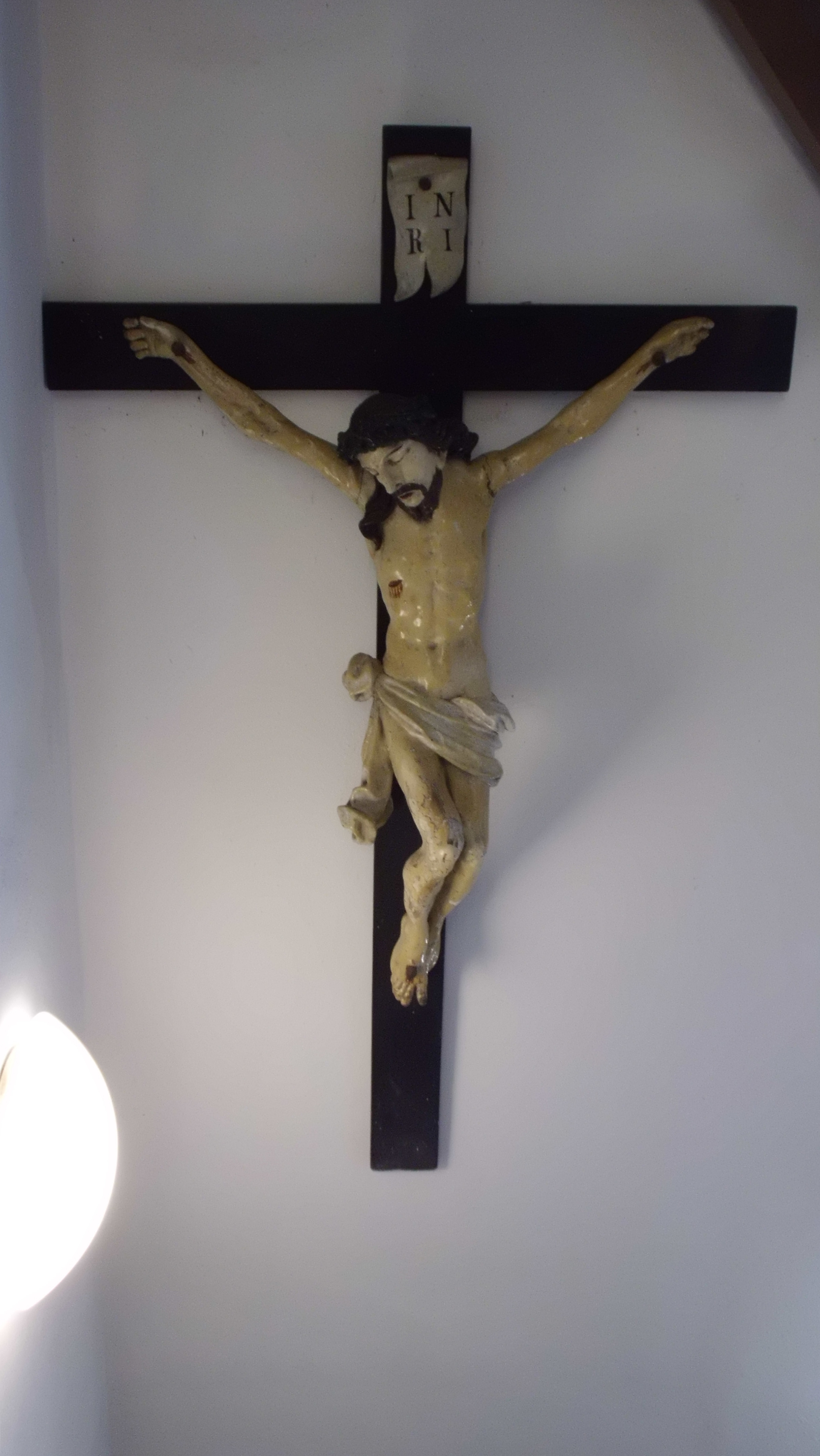
Kříž
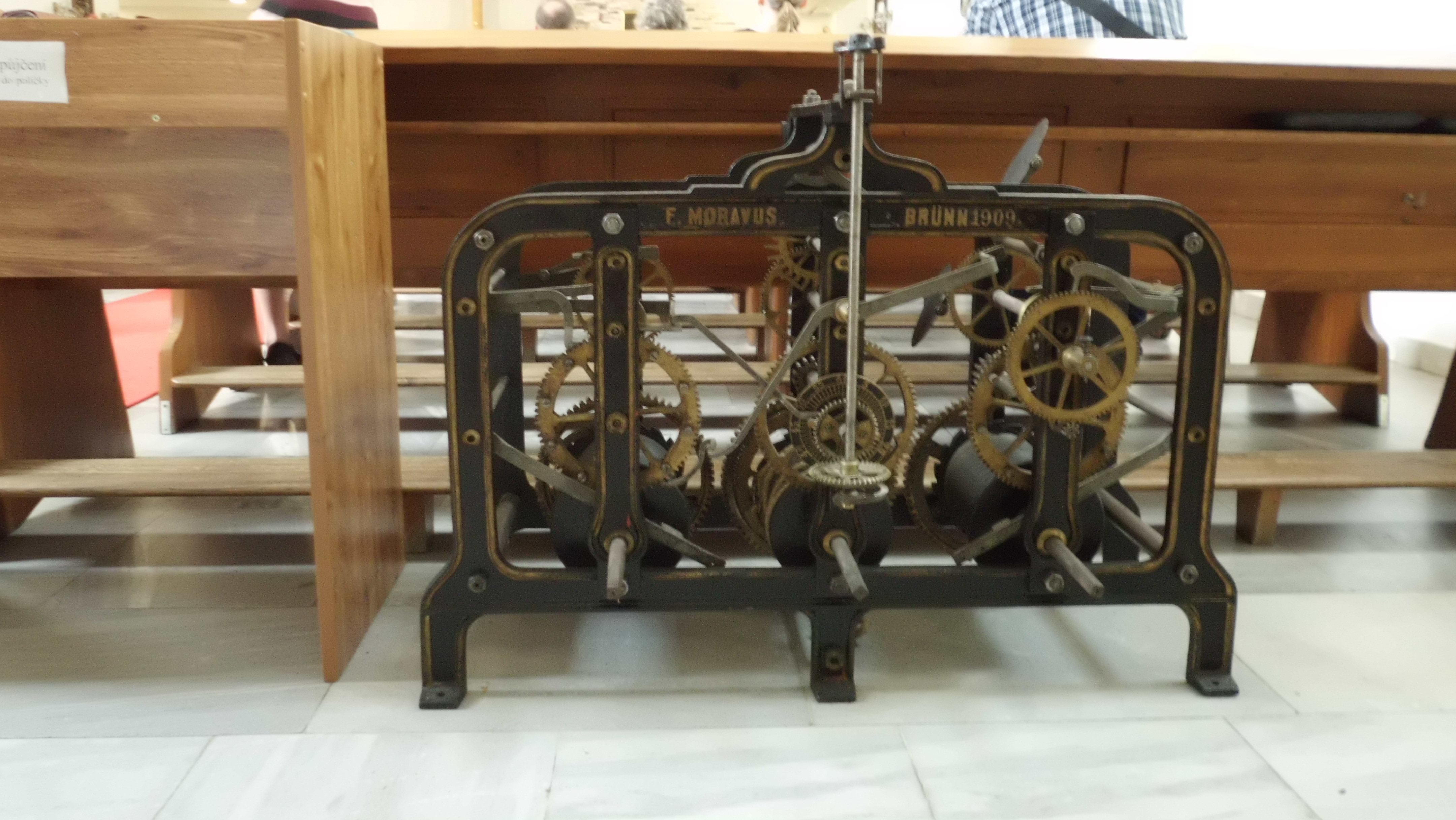
Hodinový stroj z věže
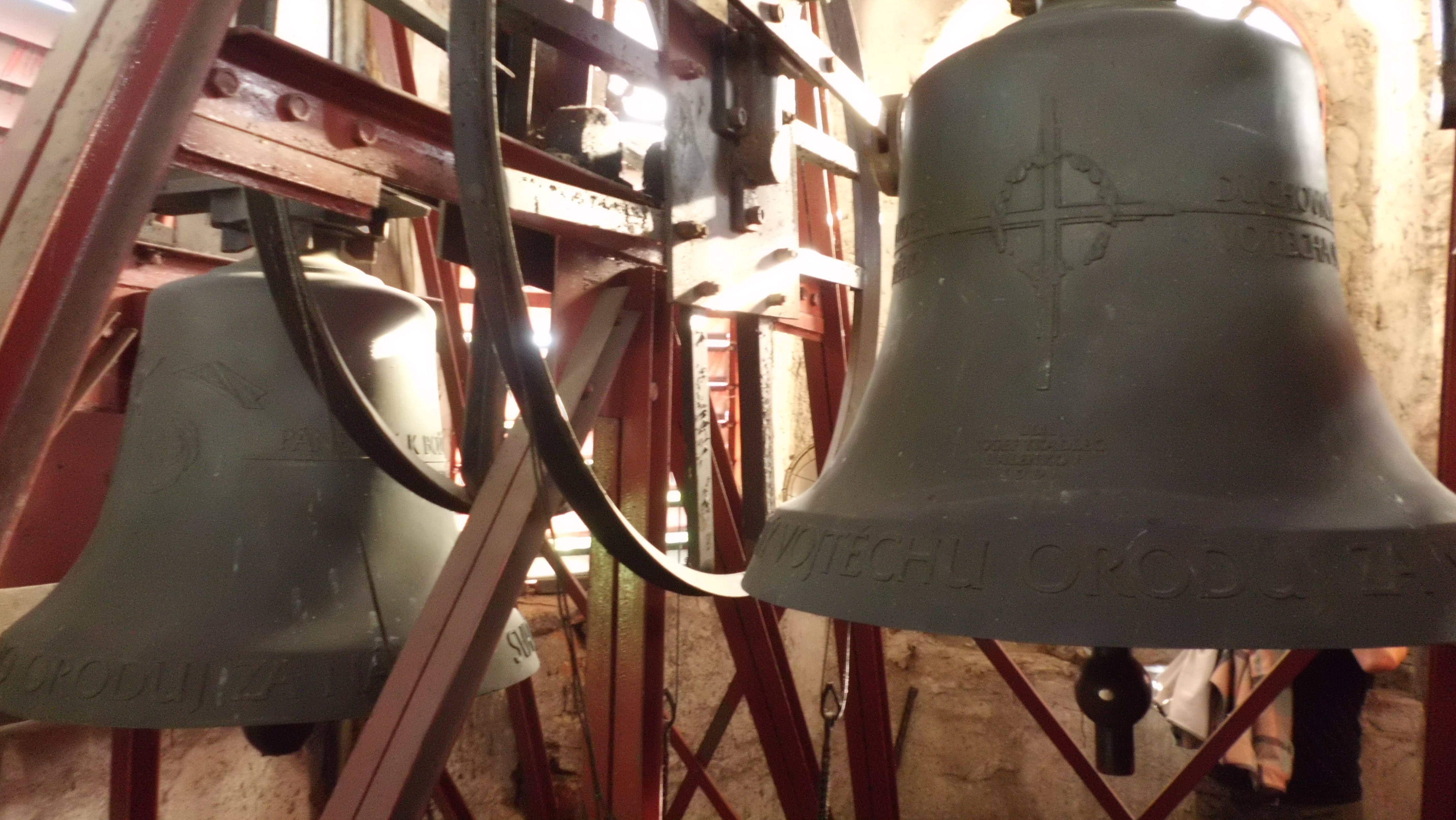
Zvony

## Křížová cesta
Zde jsou fotografie křížové cesty které jsou umístěny na zdi v hlavní lodi s popisem k ním.
| Fotografie | Číslo a Popis                                                                                          |
| ---------- | --- |
|            | 1. zastavení : Pán Ježíš Odsouzen k Smrti                                                              |
|            | 2. zastavení : Pán Ježíš Přijímá Kříž 3. zastavení : Pán Ježíš padá pod křížem poprvé                  |
|            | 4. zastavení : Pán Ježíš je zapřen Petrem 5. zastavení : Šimon Kyrenský pomáhá Pánu Ježíši nést kříž   |
|            | 6. zastavení : Pán Ježíš je zbičován a korunován trny 7. zastavení : Pán Ježíš padá pod křížem podruhé |
|            | 8. zastavení : Pán Ježíš napomíná plačící ženy 9. zastavení : Pán Ježíš padá pod křížem potřetí        |
|            | 10. zastavení : Pán Ježíš zbaven roucha 11. zastavení : Pán Ježíš přibit na kříž                       |
|            | 12. zastavení : Pán Ježíš na kříži umírá 13. zastavení : Tělo Pána Ježíše sňato z kříže                |
|            | 14. zastavení : Tělo Pána Ježíše uloženo do hrobu                                                      |

## Bohoslužby
| Kostel            | Místo   | Bohoslužba (den)                                 | Hodina                                   |
| ----------------- | ------- | ------------------------------------------------ | ---------------------------------------- |
| Kostel svaté Anny | Havířov | pondělí úterý středa čtvrtek pátek sobota neděle | 17.30 7.00 17.30 7.00, 18.30 7.30, 10.00 |